# Einárs diskografi
Denna artikel behandlar den svenske rapartisten Einárs diskografi.

## Diskografi

### Studioalbum
| Årtal | Album                 | Sverige | Norge |
| ----- | --------------------- | ------- | ----- |
| 2019  | Första klass          | 1       | 19    |
| 2019  | Nummer 1              | 1       |       |
| 2020  | Welcome to Sweden     | 2       |       |
| 2020  | Unge med extra energi | 1       |       |

### EP:s
| Datum | Titel | Sverigetopplistan |
| ----- | ----- | ----------------- |
| 2022  | Einár | –                 |

### Singlar
| Datum | Titel                                | Sverigetopplistan | VG-listan |
| ----- | ------------------------------------ | ----------------- | --------- |
| 2018  | "Gucci"                              | –                 |           |
| 2018  | "Duckar popo"                        | 45                |           |
| 2019  | "Katten i trakten"                   | 1                 |           |
| 2019  | "Fusk (feat. K27)"                   | 2                 |           |
| 2019  | "Rör mig"                            | 3                 |           |
| 2019  | "Första klass"                       | 1                 |           |
| 2019  | "HipHop (feat. Adaam)"               | 4                 |           |
| 2019  | "Min nivå" (med Dree Low)            | 2                 |           |
| 2019  | "Nu vi skiner"                       | 1                 |           |
| 2019  | "Drip 2 Hard"                        | 3                 |           |
| 2020  | "Pop Smoke" (feat. 5iftyy & Moewgli) | 5                 |           |
| 2020  | "Feelings" (feat. Sami)              | 5                 |           |
| 2021  | "Sätter dom på plats"                | 2                 |           |
| 2021  | "9 månader" (feat. Dani M)           | 49                |           |
| 2021  | "Haparanda"                          | 14                |           |
| 2021  | "Dansa" (med Adaam)                  | 1                 | 30        |
| 2021  | "Fast här i trakten" (med VC Barre)  | 20                |           |
| 2022  | "Lilla Nisse"                        | 1                 |           |
| 2022  | "Koppla av"                          | 2                 |           |
| 2022  | "Annan värld"                        | 5                 |           |
| 2022  | "Kolla mig i ögonen"                 | 6                 |           |
| 2022  | "Day One"                            | 2                 |           |
| 2023  | "Du & Jag"                           | 1                 |           |
| 2023  | "Vill va med dig"                    | 1                 |           |